# إيفان خيمينيز
إيفان خيمينيز (بالإسبانية: Iván Jiménez Villalba)‏ هو لاعب كرة قدم إسباني في مركز الوسط، ولد في 11 أكتوبر 1991 في أركوس ديلا فرونتيرا في إسبانيا. لعب مع نادي خيريث.

## وصلات خارجية
- إيفان خيمينيز على موقع قاعدة بيانات كرة القدم.إي يو (الإنجليزية)
- إيفان خيمينيز على موقع Soccerway.com (الإنجليزية)